# شيكورونة (مسلسل)
شيكورونة، مسلسل كوميدي مصري تم عرضه في 1999، تدور أحداث المسلسل حول الثنائي شيكو ورونة اللذان يمران بمواقف كوميدية مختلفة بمشاركة صديقهما برهونة.

## طاقم العمل
- وائل نور: شيكو
- ميرنا المهندس: رونة
- صلاح عبد الله: برهونة
- علاء مرسي
- عائشة الكيلاني
- فؤاد خليل
- صبري عبد المنعم
- مريم فخر الدين
- غريب محمود
- عهدي صادق
- ضياء الميرغني
- طلعت زكريا

## وصلات خارجية
- شيكورونة على قاعدة بيانات الأفلام العربية